# 千葉広久
千葉 広久（ちば ひろひさ、1958年〈昭和33年〉4月9日 - ）は、青森県出身の日本の外交官。
アジア大洋州局南部アジア部南東アジア第二課地域調整官、在デンパサール総領事、駐バヌアツ大使などを経て、2023年11月退官。

## 略歴
- 1982年　外務省専門職員採用試験合格
- 1983年3月　慶應義塾大学法学部法律学科卒業
- 1983年4月　外務省入省
- 2007年6月　在シンガポール日本国大使館 一等書記官
- 2011年8月　在メルボルン日本国総領事館 領事
- 2015年2月　アジア大洋州局南部アジア部南東アジア第二課地域調整官
- 2016年4月　在デンパサール日本国総領事館 総領事
- 2020年6月　バヌアツ国駐箚 特命全権大使
- 2023年11月　依願免職